# Tanja Segmüller
Tanja Segmüller (geb. 1982) ist eine deutsche Krankenschwester, Fachbuchautorin, Hochschullehrerin und Pflegewissenschaftlerin. Sie lehrt als Professorin für Alterswissenschaft an der Hochschule für Gesundheit in Bochum.

## Werdegang und Tätigkeiten
Segmüller arbeitete ab 2001 zunächst als Pflegehelferin, dann ab 2004 als Krankenschwester in der Häusliche Pflege in Wuppertal. Gleichzeitig nahm sie ein Studium an der Universität Witten/Herdecke auf, wo sie 2006 und 2007 auch als Studentische Hilfskraft tätig war. Ab 2009 war sie gemeinsam mit Angelika Zegelin an mehreren Projekten zum Themenbereich Patientenedukation beteiligt. Von 2009 bis 2015 war sie Wissenschaftliche Mitarbeiterin im Department für Pflegewissenschaft an der Universität Witten/Herdecke. Parallel war Segmüller ab 2013 Lehrbeauftragte an der Mathias-Hochschule in Rheine und ab 2015 an der Bochumer Hochschule für Gesundheit, an deren Department of Community Health sie bis 2017 als Wissenschaftliche Mitarbeiterin tätig war. Im Januar 2018 wurde sie an der Wittener Hochschule im Fach Pflegewissenschaft promoviert. Im März 2017 trat sie eine Vertretungsprofessur für Alterswissenschaften an dieser Hochschule an. Seit November 2018 hat sie hier die Professur für Alterswissenschaften inne.

## Engagement
Segmüller ist Mitglied des Deutschen Berufsverbands für Pflegeberufe und der Pflegeethik Initiative Deutschland. Zudem engagiert sie sich ehrenamtlich als 2. Stellvertretende Vorsitzende der DRK-Schwesternschaft Wuppertal. Sie war an der Konzipierung der Zeitschrift „Angehörige pflegen“ des Bibliomed-Verlags beteiligt. Nachdem sie seit 2017 im Redaktionsbeirat engagiert war, ist sie mittlerweile assoziierte Herausgeberin der Pflegefachzeitschrift PADUA.
Segmüller gehörte zu der Expertengruppe, die mit der DIN SPEC 33454 eine Norm zur Vermittlung von Arbeitskräften in der Pflege und Betreuung hilfsbedürftiger Menschen erarbeitete.

## Positionen
Segmüller sieht im künftigen Aufgabenfeld der Alterspflege hinsichtlich der geburtenstarken Jahrgänge eine Herausforderung. Ihrer Ansicht nach können Netzwerke von alten Menschen, die sich auf Basis jeweiliger Kompetenzen umeinander kümmern, zukünftig eine wichtige Rolle spielen. Diese Netzwerke sollten bereits in jüngeren Jahren rechtzeitig aufgebaut werden. Die Situation der Pflege in Deutschland bewertet sie insgesamt als kritisch. Als Gründe hierfür sieht sie den unzureichenden Betreuungsschlüssel für pflegerische Einrichtungen, die unangemessene Bezahlung und unzulängliche Möglichkeiten der Vereinbarkeit des Pflegeberufs mit Kindererziehung und Care-Arbeit.

## Publikationen
Segmüller veröffentlicht Fachartikel, wissenschaftliche Arbeiten und Bücher zu den Themenfeldern Edukation von Patienten, Angehörigen und Mitarbeiter, sowie zur Alterswissenschaft.
Als Autorin
- Beraten, Informieren und Schulen in der Pflege. Ein Rückblick auf Zwanzig Jahre Entwicklung. 3. Auflage. Mabuse Verlag, Frankfurt am Main 2022, ISBN 978-3-86321-291-9.
- Pflegende als politische Akteure. Auswirkungen einer pflegerischen Tätigkeit eines Landtags- bzw. Bundestagsabgeordneten. Eine qualitative Untersuchung. AV Akademikerverlag, 2012, ISBN 978-3-639-44582-4.

Als Mitautorin oder Mitherausgeberin
- mit Angelika Zegelin, Franz Wagner und Christel Bienstein: Menschen würdig pflegen? Das echt auf qualifizierte Pflege. Eine Diskussionsschrift. (= Handreichungen zur politischen Bildung. Band 10). Konrad-Adenauer-Stiftung, Sankt Augustin 2012, ISBN 978-3-944015-36-1.
- mit Angelika Zegelin und Sabine Bohnet-Joschko: Quartiersnahe Unterstützung pflegender Angehöriger. Herausforderungen und Chancen für Kommunen und Pflege-Unternehmen. Schlütersche Verlagsgesellschaft, Hannover 2017, ISBN 978-3-89993-385-7.
- mit Andreas Kocks und Kim-Oliver Tietze: Kollegiale Beratung im Pflegeteam. Implementieren – Durchführen – Qualität sichern. Springer Verlag, Berlin 2019, ISBN 978-3-662-57788-2.